# Кампеа (Тревизо)
Кампеа је насеље у Италији у округу Тревизо, региону Венето.
Према процени из 2011. у насељу је живело 388 становника. Насеље се налази на надморској висини од 202 м.